# Žiga Zois

Portret Žigi Zoisa namalowany przez Andreja Herrleina

Žiga Zois (właśc. Sigismund Zois von Edelstein; ur. 23 listopada 1747 w Trieście, zm. 10 listopada 1819 w Lublanie) – słoweński działacz oświeceniowy, mecenas artystyczny, poeta, baron, przedsiębiorca.

## Życiorys
Urodzony w 1747 roku w Trieście, jego ojciec był Hiszpanem, matka Słowenką. Przodkowie w Słowenii wzbogacili się i dostali szlachecki tytuł. Po ojcu odziedziczył kopalnię i hutę żelaza, zamek Brdo przy Kranju i dom w Lublanie. Zajmował się eksportowaniem żelaza, doświadczył za czasów Napoleona upadku gospodarczego. Kształcił się w Hiszpanii, sam także uzupełniał swoją wiedzę, zwłaszcza w nauce naturalnej, która najbardziej go interesowała. Miał obszerną bibliotekę specjalistycznych książek, literatury pięknej, a także dzieł słowiańskich. Wspierał działaczy kultury ówczesnej doby (Japelja, Kumerdeja, Linharta, Vodnika), stwarzając wokół siebie krąg twórców nazwany jego nazwiskiem (Zoisov krožek). W ciągu ostatnich dziesięciu lat życia cierpiał na zapalenia stawów. Umarł w 1819. Wspierał nie tylko duchowo, ale także finansowo dzieła swoich kolegów, także młodego Kopitara.

## Dzieła

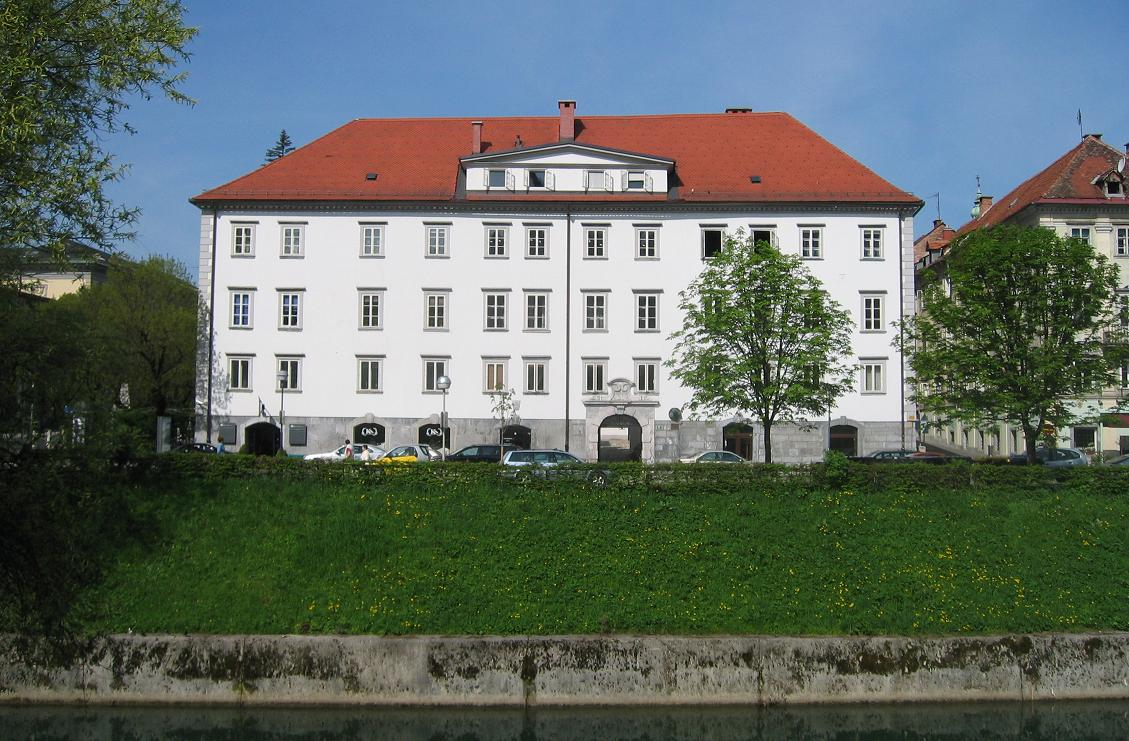
Pałac Zoisa w Lublanie

Praca Zoisa była przede wszystkim krytyczna, mentorska. Zainicjował publikowanie oświeceniowej literatury w Słowenii, przede wszystkim słowników, gramatyki, historii, także popularnych, wydawnictw edukacyjnych. Sam przy okazji zajmował się pisaniem poezji w języku słoweńskim; tłumaczył na słoweński arie włoskich oper wystawianych w Lublanie; przetłumaczył balladę Lenora Gottfrieda Augusta Bürgera, jednak z niewielkim sukcesem; jego przekład zmotywował France Prešerena do nowego tłumaczenia.
Najważniejsze dzieła Zoisa to jego listy, zwłaszcza do Vodnika i Kopitara. Listy do Vodnika, napisane w języku niemieckim, powstały w latach 1794–1795, gdy poznali się na Koprivniku. Znanych jest dziesięć, stanowią przykład korespondencji oświeceniowej. W jasnym i ładnym stylu, Zois opowiada o aktualnych problemach kultury i literatury w Słowenii. Vodnikowi, wtedy kapelanowi na Koprivniku, wysyła krytykę jego literackich prób, poleca mu dzieła teoretyczno-literackie, krytykuje błędy w stylu i języku, daje przykłady i go motywuje. Jego krytyka jest jasna, zrozumiała i konkretna.

## Osobowość
Zois jest najwybitniejszym słoweńskim działaczem oświeceniowym. Był pod wpływem europejskiego oświecenia, przede wszystkich angielskiego i francuskiego. Poznał nowe nauki empiryczne XVII i XVIII wieku, w swojej bibliotece miał dzieła głównych przedstawicieli oświecenia europejskiego, przede wszystkim Woltera, Paul d'Holbacha, Helveita i ich przeciwników. Nie był materialistą, ale deistą w znaczeniu wolterowskim. Jak wszyscy oświeceniowcy był za absolutyzmem oświeconym. Rewolucji francuskiej nie przyjął z wielkim optymizmem, bo nie zgadzała się z jego społecznym położeniem i kulturowymi zasadami. Na życie patrzył rzeczowo; z pomocą nauki i doświadczenia trzeba kształcić lud, zlikwidować przesądy, szerzyć poczucie o korzyściach z nowych nauk, uczyć i wychowywać, żeby człowiek został rozumny i szczęśliwy.
W literaturze widział rozum i uczucia, na podstawie rozumowego bilansu zawartości i formy. Szanował klasyczne prawa o gatunkach, w poezji cenił jasność i wyrazistość, krytykował barokowość w stylu, żądał jasnego i rozumnego języka, przede wszystkim korzystnej zawartości i przyjemnej formy w poczuciu zasad Horacego »tiule et dulce«. Jako typowy oświeceniowiec cenił łatwą poezję rokoka i anakreontyku. Z tego powodu zaciekawiły go piosenki do tańca z terenu Krainy. Znał także przedromantyczną literaturę, Osjana Jamesa Macphersona oraz twórczość Gottfrieda Augusta Bürgera, o czym świadczy jego przekład Lenory.
Ze swoimi estetycznymi zasadami wpływał zwłaszcza na Valentina Vodnika.

## Znaczenie
Znaczenie Zoisa jest dla kultury słoweńskiej ogromne, ponieważ był jednym z inspiratorów słoweńskiego oświecenia i narodowego odrodzenia. Przyczynił się do zwycięstwa kulturalnego i językowego punktu widzenia Marko Pohlina, którego działalność lokowała się na pograniczu baroku i nowej epoki, a następnie inspirowany europejskim oświeceniem wprowadził do słoweńskiej literatury i kultury nowe idee. Dzięki swoim możliwościom materialnymi i duchowym wspierał działalność innych działaczy oświeceniowych. Był pierwszym ważnym słoweńskim krytykiem literackim. Jako pisarz w listach do Vodnika stworzył jeden z najlepszych przykładów rodzimej prozy oświeceniowej, pisanej co prawda w języku niemieckim, ale o tematyce słoweńskiej.
Słoweńska pisarka Tita Kovač napisała o Zoisie powieść biograficzną, zatytułowaną Najbogatejši Kranjec (1979). Zois pojawia się również w komedii Kranjski komedijanti (1946), napisanej przez Bratko Krefta.